# Yoshimitsu Morita
Yoshimitsu Morita (森田 芳光?, Morita Yoshimitsu; Tokyo, 25 gennaio 1950 – Tokyo, 20 dicembre 2011) è stato un regista e sceneggiatore giapponese.

## Biografia
Yoshimitsu Morita è nato a Tokyo il 25 gennaio 1950. Ha cominciato la sua carriera da cineasta nei primi anni settanta, da completo autodidatta, girando un totale di 18 cortometraggi sperimentali in pellicola Super8. Il suo primo lungometraggio è stato No Yōna Mono (Something Like It), uscito in Giappone nel 1981. Nel 1982 Something Like It ha ottenuto il premio come miglior film al 3° Yokohama Film Festival, rassegna cinematografica nella quale Morita è stato inoltre consacrato come miglior regista esordiente.
Nel 1983 Morita ha realizzato quella che è stata considerata la sua opera più importante, Kazoku Gēmu (The Family Game), commedia noir che riflette i cambiamenti degli stili di vita domestici giapponesi occorsi dopo il boom economico degli anni sessanta. Kazoku Gēmu è stato votato come miglior film dell'anno 1983 con un sondaggio condotto dalla prestigiosa rivista di critica cinematografica nipponica Kinema Junpo. Kazoku Gēmu ha inoltre permesso a Morita di ottenere il premio di miglior regista esordiente conferito dall'autorevole Directors Guild of Japan.
Morita si è contraddistinto anche come sceneggiatore. Molti film diretti da Morita si basano infatti su sceneggiature scritte di suo pugno. Nel 1997, il regista di Tokyo ha ottenuto il premio per la miglior sceneggiatura al 18° Yokohama Film Festival per (Haru).
Morita è stato candidato per otto volte ai Japanese Academy Awards, vincendo nel 2004 il premio come miglior regista per il film Ashura no Gotoku (Like Asura). Ha inoltre vinto il premio per la miglior regia al 21° Yokohama Film Festival per 39 keihō dai sanjūkyū jō (Keiho), del 2003. Nel 2007 ha diretto Sanjuro, un remake di un film di Akira Kurosawa del 1962.
Yoshimitsu Morita è morto il 20 dicembre 2011 a Tokyo, all'età di 61 anni, a causa di un'insufficienza epatica acuta.
Il suo ultimo lavoro, Bokukyû: A ressha de iko (Take the "A" Train), del 2011, è una commedia romantica tra due ragazzi fanatici dei treni. Il film è stato distribuito in Giappone dopo la morte del regista, nel marzo del 2012.

## Stile registico ed estetica
Morita è stato ritenuto dalla critica un regista dalle grandi doti tecniche ma incapace di grandi prove autoriali, se si fa eccezione per il suo Kazoku Gēmu ed altre poche pellicole capaci di ottenere successo anche al di fuori del Giappone. Di Kazoku Gēmu è stata sottolineata soprattutto la grande capacità del regista di Tokyo di coniugare elementi della realtà socio-culturale giapponese, trascendendone l'intrinseca ilarità in tutta la sua naturale schiettezza. L'utilizzo di un linguaggio crudo e spesso volgare nell'ambito di un susseguirsi di situazioni e ambientazioni eccentriche hanno delineato così una prima forma di ricerca estetica di Morita, che ha fatto dell'immagine e dell'utilizzo del suono, spesso in modo bizzarro ed esagerato, un proprio marchio di fabbrica. Particolare attenzione alla narrazione per immagini, a discapito dei dialoghi, è stata data da Morita nel suo Tokimeki ni shisu, del 1984.

## Filmografia
- No Yōna Mono (1981)
- Shibugakitai (Boys and Girls, 1982)
- Zūmu Appu: Maruhon Uwasa no Sutorippa (also known as Uwasa no Stripper, 1982)
- Futoku Aishite Fukaku Aishite (Pink Cut, 1983)
- Kazoku Gēmu (The Family Game, 1983)
- Tokimeki ni Shisu (1984)
- Mein tēma (Main Theme, 1984)
- Sorekara (And Then, 1985)
- Sorobanzuku (1986)
- Kanashi Iro Yanen (1988)
- Ai to Heisei no Iro - Otoko (1989)
- Kitchen (1989)
- Oishii Kekkon (Happy Wedding) (1991)
- Mirai no Omoide (Future Memories: Last Christmas, 1992)
- (Haru) (1996)
- Shitsurakuen (A Lost Paradise, 1997)
- 39 Keihō dai Sanjūkyū jō (Keiho, 1999)
- Kuroi Ie (The Black House, 1999)
- Mohou-han (Copycat Killer, (2002)
- Ashura no Gotoku (Like Asura, 2003)
- Umineko (The Seagull, 2004)
- Mamiya kyodai (The Mamiya Brothers, 2006)
- Sanjuro (2007)
- Southbound (2007)
- Bushi no kakeibo (Abacus and Sword, 2010)
- Watashi dasu wa (It's on Me, 2009)
- Bokukyû: A ressha de iko (Take the "A" Train, 2012)

## Curiosità
- Dal 2013, allo Yokohama Film Festival viene conferito un premio al miglior regista esordiente intitolato alla memoria di Yoshimitsu Morita.